# La barraca (pel·lícula)
La barraca és una pel·lícula mexicana dirigida per Roberto Gavaldón en 1945 i basada en la novel·la homònima de Vicente Blasco Ibáñez.

## Argument
La pel·lícula narra les peripècies d'una família camperola de finals del segle xix per tirar avant el seu treball amb l'oposició i l'odi de la resta dels habitants del llogaret.

## Comentaris
Aquest film ocupa el lloc 36 dins de la llista de les 100 millors pel·lícules del cinema mexicà, segons l'opinió de 25 crítics i especialistes del cinema a Mèxic, publicada per la revista somos al juliol de 1994.